# NGC 5842
NGC 5842 је галаксија у сазвежђу Волар која се налази на NGC листи објеката дубоког неба.
Деклинација објекта је + 21° 4' 13" а ректасцензија 15h 4m 52,1s. Привидна величина (магнитуда) објекта NGC 5842 износи 14,3 а фотографска магнитуда 15,3. NGC 5842 је још познат и под ознакама MCG 4-36-3, CGCG 135-5, PGC 53831.